# Xã Cain, Quận Fountain, Indiana
Xã Cain (tiếng Anh: Cain Township) là một xã thuộc quận Fountain, tiểu bang Indiana, Hoa Kỳ. Năm 2010, dân số của xã này là 1.142 người.